# Yours Truly
Yours Truly је дебитански албум америчке певачице и глумице Аријане Гранде. Изашао је 3. септембра 2013. од стране Republic Records. Албум Yours Truly инспирисан је од стране Витни Хјустон, Ејми Вајнхаус, Кристине Агилере и Мараје Кери, између осталих Аријаниних највећих идола. Аријана је прву половину лабума описала као "повратак" у R&B током 1990-их, док је друга половина "веома уникатна и веома специјална коју сам написала" која је потпуно оригинал. На албуму, Аријана је кантаутор шест од дванаест песама. Аријана је снимила много песама са овог албума у периоду од три године. Снимила је песме са Биг Шоном, Миком и Мек Милером, укључујући и бившег члана групе Д вонтед, Нејтан Саиксом, који се појављује на песми "Almost is Never Enough" која је присутна на Инструменти смрти: Град костију саундтреку.
Yours Truly је промовисан Аријанином првом турнејом The Listening Sessions Tour. Албумов водећи сингл је "The Way" који изводи са Мек Милером и изашао је 25. марта 2013. Постао је топ 10 хит на Билборд хот 100 пласирајући се на деветој позицији. Други сингл "Baby I" изашао је 22. јула 2013. и нашао се иза топ двадесет места Билборд хот 100 на двадесет и првом месту. Трећи и последњи сингл "Right There", који изводи са Биг Шоном, изашао је 6. августа 2013. и нашао се на осамдесет и четвртом месту на Билборд хот 100 листи.
Yours Truly нашао се на првом месту на Билборд 200 листи у САД продавши 138.000 копија током прве недеље изласка. Такође се нашао на топ 10 местима у државама као што су Аустралија, Канада, Данска, Ирска, Јапан, Холандија и Уједињено Краљевство.
22. марта 2016. албум је постао платинумски од стране Америчког удружења дискографских кућа јер је продао 1.000.000 дигиталних и живих копија. Од априла 2018. продало се више од 596.000 копија у САД.